# Allocricetulus
Genre
Le genre Allocricetulus regroupe certains hamsters, petits rongeurs de la famille des Cricétidés.

## Liste des espèces
- Allocricetulus curtatus (Allen, 1925) - hamster de Mongolie
- Allocricetulus eversmanni (Brandt, 1859) - hamster d'Eversmann

## Référence
Argyropulo, A.I., (Аргыропуло А.И.) 1933. Die Gattungen und Arten der Hamster (Cricetinae Murray, 1866) der Palaearctic. Zeitschrift für Säugetierkunde 20, 129-149.